# Tricyphona buetigeri
Tricyphona buetigeri är en tvåvingeart som först beskrevs av Alexander 1960.  Tricyphona buetigeri ingår i släktet Tricyphona och familjen hårögonharkrankar.
Artens utbredningsområde är Pakistan. Inga underarter finns listade i Catalogue of Life.